# Grand prix Achille-Le-Bel
Le grand prix Achille-Le-Bel est décerné annuellement par la Société chimique de France et récompense des travaux dans le domaine de la chimie reconnus au niveau international.
Le prix a été créé en 1976 en mémoire du chimiste français Joseph Achille Le Bel (21 janvier 1847 - 6 août 1930) considéré comme le précurseur de la stéréochimie moderne.

## Lauréats

### 1976 à 1979
- Bertrand Castro (1976)
- Edmond Toromanoff (1977)
- René Hugel (1978)
- Pierre Sinaÿ (1979)

### 1980 à 1989
- Jean-François Biellmann (1980)
- Jean Riess (1981)
- Henry-Philippe Husson (1982)
- Paul Caubère (1983)
- Gérard Bricogne (1984)
- Robert Corriu (1985)
- Christian Vidal (1986)
- Robert Carrié (1987)
- Jacqueline Seyden-Penne (1988)
- Pierre Duhamel (1989)

### 1990 à 1999
- Jean Normant (it) (1990)
- Odile Eisenstein (1991)
- Guy Solladié (1992)
- Armand Lattes (1993)
- Andrée Marquet (1994)
- Jean-Claude Jacquesy (1995)
- Jean Villieras (1996)
- Francis Garnier (1997)
- John Osborn (1998)
- Jean-Claude Chottard (1999)

### 2000 à 2009
- Didier Astruc et Pierre H. Dixneuf (2000)
- Jean-Yves Lallemand (2001)
- Jean-Yves Saillard (2002)
- Jean-Pierre Majoral (2003)
- Jean-Pierre Genet (2004)
- Alain Gorgues (2005)
- Charles Mioskowsky (2006)
- Marc Lemaire et Bernard Meunier (2007)
- Andew Greene (2008)
- Janine Cossy (2009)

### 2010 à 2019
- Guy Bertrand et Marie-Claire Hennion (2010)
- Marc Fontecave (2011)
- Samir Zard (2012)
- Anny Jutand et Joël Moreau (2013)
- Max Malacria (2014)
- Serge Cosnier (2015)
- Christian Bruneau et Mir Wais Hosseini (2016)
- Philippe Walter (2017)
- Antoine Baceiredo (2018)
- Patrick Couvreur (2019)

### 2020 à 2029
- Éva Jakab Tóth (2020)
- Anne-Marie Caminade (2021)
- Marc Fourmigué et Angela Marinetti(2022)
- Rinaldo Poli et Philippe Poulin (2023)
- Mireille Blanchard-Desce (2024)